# Јелена Јаковљевић Бин Драи
Јелена Јаковљевић Бин Драи (Жабаљ, 16. мај 1979) је бишва југословенска манекенка, данас, модна креаторка.
Иза себе има неколико модних титула од којих су Мис Тинејџер Југославије, Мис Југославије, Мис Фотогеничности и Мис Интернета. Убрзо након тога напушта свет моделинга. Данас живи у Дубаиу, где је 2013. године добила награду за најуспешнију пословну жену у Уједињеним Арапским Емиратима. Јелена се и даље бави модом, али као креаторка и веома је успешна у свом послу.

## Каријера
Јеленина највећа тинејџерска жеља је била архитектура, али је с временом научила да позира и користи физичке предиспозиције тако да јој је манекенство прерасло у велику љубав. 1997. године била је међу 10 финалисткиња за Елит Модел Лук, те исте године понела је титулу Мис Тинејџер Југославије, а затим 1998 године је постала Мис Југославије, Мис Фотогеничности и Мис Интернета.
Након тога напустила је Мис Ју агенцију и кренула у иностранство где је започела сарадњу са агенцијама као што су Фешн Модел, Нејмс, Вомен и другим светским познатим агенцијама и 2003. године започела везу са арапским бизнисменом Саидом Бин Драием.

### Живот у Дубаију
Убрзо после удаје за арапског бизнисмена лансирала је сопствену модну линију, а након тога је отворила обданиште, медицински центар и козметички и спа центар.
Таленат за цртање је наследила од мајке која је наставница ликовне културе. Знање о текстури и карактеристикама материјала, и основе моделирања научила је током бављења манекенством. На њој су десет година радили своје прве узорке, Макс Мара, Маријела Бурани, Ескада, Рами Ал Али и многи други дизајнери, тако да је она учила о свему из прве руке. Што је касније применила у моделирању одеће.

## Приватни живот
Удала се 2008. године за арапског бизнисмена Саида Бин Драиа и са њим има троје деце. У марту 2010. године родила је ћерку Асју, сина Хилала у фебруару 2012. и сина Хамдана у новембру 2013. године.